# Salvadora Lopes
Salvadora Lopes Peres (Avaré, 28 de agosto de 1918 — Sorocaba, 19 de dezembro de 2006) foi uma operária, sindicalista e política brasileira.
Começou a trabalhar na indústria têxtil aos 11 anos de idade. Em 1938, recusou-se a aceitar a jornada de trabalho de 10 horas e por isso foi demitida. Lutou pela jornada de oito horas e acabou sendo readmitida na fábrica, em 1939. Tornou-se líder sindical, comandando greves pela melhoria das condições de trabalho.
Filiada ao PCB, disputou as eleições de 1947 pelo PST, criado para abrigar os comunistas quando a legenda foi tornada ilegal. Naquele ano, foi a primeira mulher a se eleger vereadora em Sorocaba. Contudo, foi cassada e impedida de tomar posse.
Participou da primeira Convenção Feminina da Federação das Mulheres do Estado de São Paulo, em 1949, apresentando a tese A exploração da mulher dentro da empresa e a falta de proteção á infância. Denunciou as más condições de higiene na fábrica da Votorantim e a situação das mães, que eram obrigadas a deixar seus filhos de até sete anos de idade sentados em mesas no início do turno da madrugada.
Em 1952, foi expulsa do PCB.

## Legado
A Câmara Municipal de Sorocaba oferece todos os anos, desde 2006, o Prêmio Salvadora Lopes, que distingue mulheres que se destacam na luta pela cidadania.